# Partia Ziemi

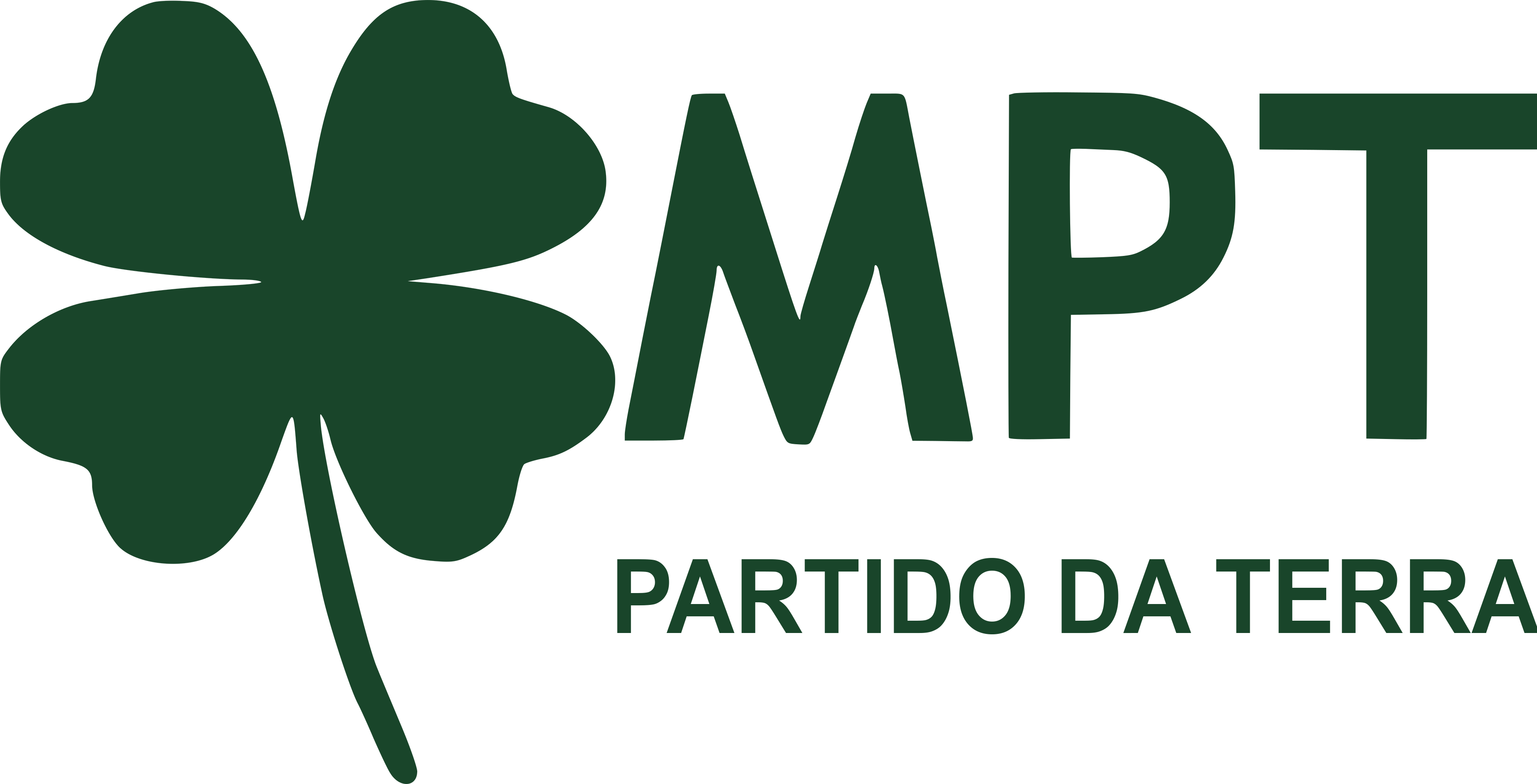
Logo partii

Partia Ziemi (port. Partido da Terra, MPT) – portugalska ekologiczna, ale prawicowa partia polityczna, założona w 1994 roku. Posiada ona obecnie dwóch reprezentantów w Zgromadzeniu Republiki (parlamencie), wybranych z list Partii Socjaldemokratycznej. Przewodniczącym Rady partii jest John Rosas Baker, honorowym przewodniczącym jest Gonçalo Ribeiro Telles.